# Бахус (Микеланджело)
«Бахус» (итал. Bacco; также — «Пьяный Бахус») — мраморная скульптура, изображающая бога вина Вакха (Бахуса). Это произведение было создано Микеланджело в 1497 году по заказу кардинала Рафаэля Риарио.
Современный исследователь творчества скульптора, Уильям Уоллес, считает эту работу первым шедевром Микеланджело.

## История создания
Заказ на статую Микеланджело получил 4 июля 1496 года, поскольку кардинал хотел расширить свою коллекцию античных скульптур. Однако известно, что Риарио отказался от завершённого произведения, и скульптуру приобрёл банкир Якопо Галли, сады которого были расположены вблизи палаццо Канчеллерия. Друг скульптора Кондиви ошибочно отрицал факт заказа кардиналом статуи, но в 1981 году это было подтверждено исследователями.
В 1572 году статую приобрели Медичи и перевезли во Флоренцию.
Сейчас статуя находится в музее Барджелло во Флоренции.

## Описание

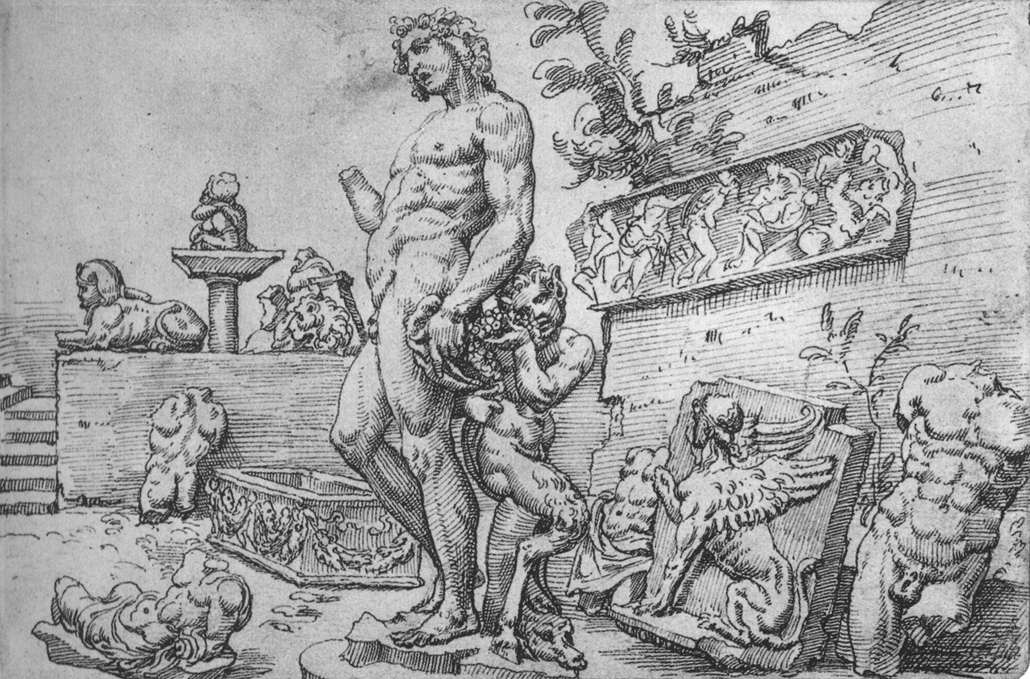
Мартен ван Хемскерк. «Сады дома Галли»
(ок. 1532-1535)

Эта двухметровая скульптурная группа предназначена для кругового обзора. Микеланджело изобразил пьяного бога вина, которого сопровождает сатир. Кажется, что Вакх готов упасть вперёд, он шатается, но сохраняет равновесие, отклоняясь назад. Взгляд бога обращён на чашу с вином, и он кажется слишком влюблённым в свой собственный дар человечеству. Мышцы спины выглядят напряжёнными, но расслабленные мышцы живота и бёдер демонстрируют физическую, а значит, и духовную слабость. Микеланджело добился впечатления неустойчивости без композиционной неуравновешенности, которая могла бы нарушить эстетический эффект.
На рисунке нидерландского художника Мартена ван Хемскерка (сделанном ок. 1532—1535) у статуи уже не хватает руки с кубком и пениса. Рука и кубок были восстановлены в начале 1550-х.
Эта скульптура упоминается в биографическом романе К. Шульца «Камень и боль»:
Хмельной бог обнажён и улыбается в веселье, приветствует, понимает, мирит, утешает и успокаивает, с душой вина на губах, с душой вина, разлитой по всему его гладкому, мягко изогнутому телу.
По мнению Виктора Лазарева, «Вакх» — «наименее самостоятельная из работ Микеланджело», так как в ней легко читается влияние античной пластики.